# Germarostes antiquus
Germarostes antiquus är en skalbaggsart som beskrevs av Wilhelm Ferdinand Erichson 1843. Germarostes antiquus ingår i släktet Germarostes och familjen Hybosoridae. Inga underarter finns listade i Catalogue of Life.